# Relaciones Ecuador-Japón
Relaciones Ecuador-Japón son las relaciones diplomáticas entre Ecuador y Japón. Ambas naciones son miembros del Foro de Cooperación entre Asia Oriental y América Latina .

## Historia
A principios del siglo XX, a diferencia de otras naciones sudamericanas, muy pocos japoneses emigraron a Ecuador a pesar de que el gobierno japonés de la época sí lo promovió.  El primer contacto oficial entre Ecuador y Japón tuvo lugar el 26 de agosto de 1918 en Washington D. C. cuando ambas naciones firmaron un Tratado de Amistad, Comercio y Navegación que estableció oficialmente relaciones diplomáticas entre ambas naciones.  Ese mismo año, Ecuador abrió un consulado en Yokohama . En 1934, Japón abrió una legación diplomática en Ecuador. Unos años más tarde, Ecuador nombró al autor Jorge Carrera Andrade como cónsul en Japón. 
Inicialmente durante la Segunda Guerra Mundial, Ecuador permaneció neutral; sin embargo, después del ataque a Pearl Harbor, Ecuador cambió su posición para reflejar la de otras naciones latinoamericanas y rompió relaciones diplomáticas con las potencias del Eje (que incluían a Japón) en enero de 1942.  Además, siguiendo el ejemplo de otros países latinoamericanos, Ecuador deportó a varios inmigrantes japoneses y ecuatorianos de ascendencia japonesa a los Estados Unidos, donde fueron colocados en campos de internamiento .  Las relaciones diplomáticas entre Ecuador y Japón se restablecieron en 1954. 
En 1961, ambas naciones convirtieron sus legaciones diplomáticas residentes en embajadas. En 1979 se crea en Ecuador la Asociación Japonesa en Quito y el Colegio Japonés Internacional. En 1990, la Agencia de Cooperación Internacional del Japón estableció presencia en Ecuador.  Desde el restablecimiento de relaciones diplomáticas entre ambas naciones, se han realizado varias visitas de alto nivel entre líderes de ambas naciones. En septiembre de 2018, el presidente ecuatoriano Lenín Moreno realizó una visita oficial a Japón y se reunió con el emperador Akihito y el primer ministro Shinzō Abe .  La visita se produce luego de que ambas naciones hayan firmado varios acuerdos bilaterales y de celebrar los 100 años de relaciones diplomáticas entre ambas naciones.

## Visitas de alto nivel
Visitas presidenciales de Ecuador a Japón 
- Presidente Gustavo Noboa (2002)
- Presidente Rafael Correa (2010)
- Presidente Lenín Moreno (2018)

Visitas presidenciales de Japón a Ecuador
- Viceministro de Asuntos Exteriores Shigeo Uetake (2002)
- Viceministro de Asuntos Exteriores Katsuhito Asano (2007)
- Viceministro de Asuntos Exteriores Ryuji Yamane (2012)
- Ministro de Asuntos Exteriores Tarō Kōno (2018)

## Acuerdos
Ambas naciones han firmado algunos acuerdos bilaterales, como el Tratado de Amistad, Comercio y Navegación (1918); Acuerdo de Cooperación Técnica (1992); Acuerdo de Cooperación en Salud (2014); Acuerdo de Cooperación en Agricultura (2014); Memorando de Cooperación en Conocimiento e Información (2018) y Acuerdo de Cooperación en Energía (2018).

## Comercio e inversión
En 2017, el comercio entre Ecuador y Japón ascendió a 800 millones de dólares.  Las principales exportaciones de Ecuador a Japón incluyen: cacao, camarones, plátanos, brócoli y minerales. Las principales exportaciones de Japón al Ecuador incluyen: automóviles y repuestos; y maquinaria especializada.  Entre 2011 y 2015 Japón invirtió más de 1,3 millones de dólares en Ecuador. 

## Misiones diplomáticas residentes

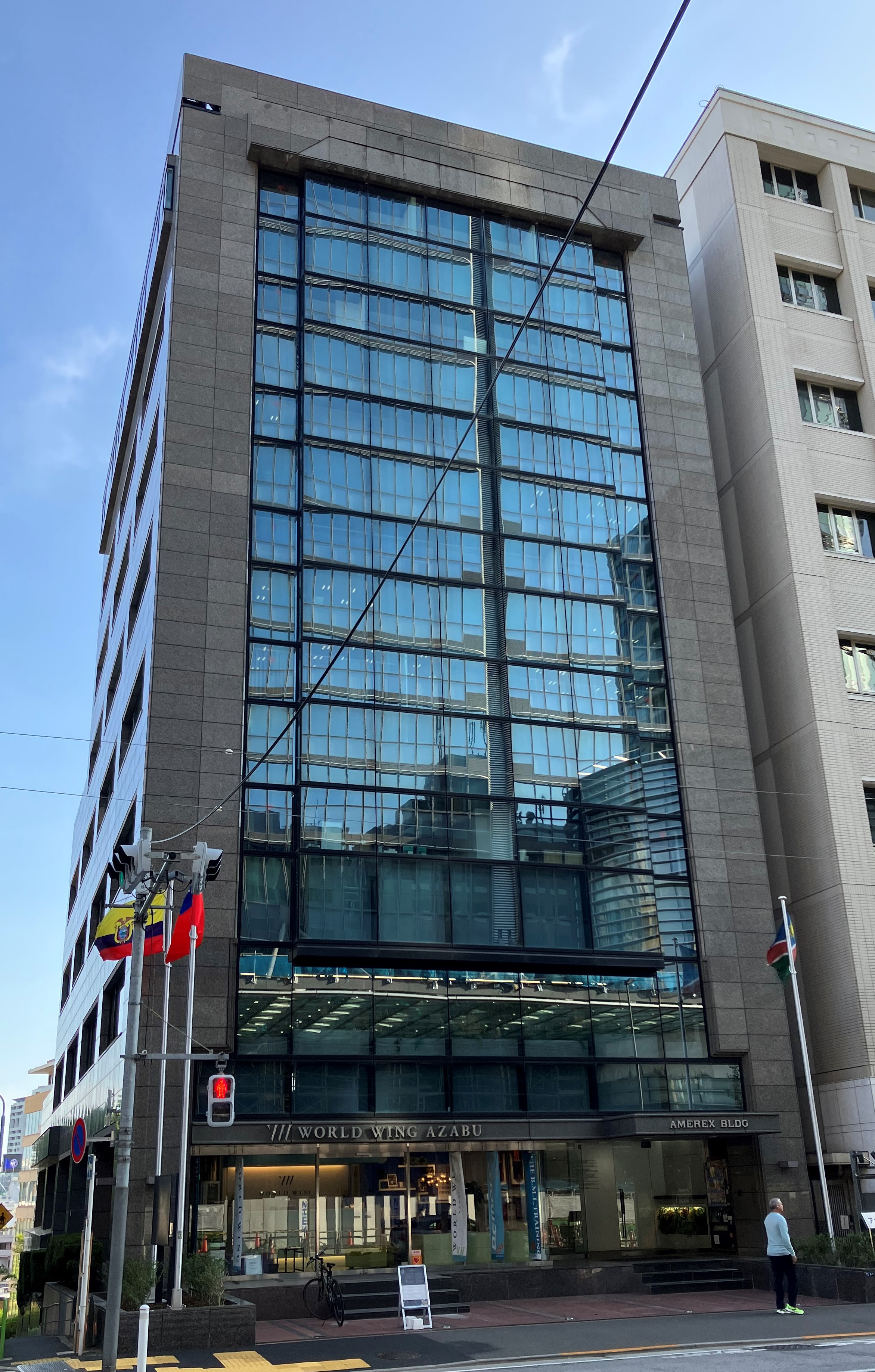
Embajada de Ecuador en Tokio

- Ecuador tiene una embajada en Tokio. [9]
- Japón tiene una embajada en Quito.